# Victoria Spence
Victoria Anne Spence (* 30. April 1984) ist eine neuseeländische Schauspielerin, die vor allem für die Rolle der Salene in der neuseeländischen Jugendserie The Tribe bekannt wurde, für die sie über mehrere Jahre ihre Haare knallrot färben musste.  Sie hatte weitere Auftritte in der Serie Atlantis High und in William Shatners A Twist in the Tail sowie eine kleine Nebenrolle in dem Film Jack be Nimble. Außerdem machte sie mehrere TV-Werbungen und arbeitet als Fotomodell. 
Zu ihren Hobbys gehören Singen, Tanzen und Reiten. 